# Bodufushi (Dhaalu)
Pour les articles homonymes, voir Bodufushi.
Bodufushi est une petite île inhabitée des Maldives. L'ile a désormais quasi-disparu. 

## Géographie
Bodufushi est située dans le centre des Maldives, au Sud-Ouest de l'atoll Nilandhe Sud, dans la subdivision de Dhaalu. 